# سلوکوس ۳۲۸۸
سیارک ۳۲۸۸ (به انگلیسی: 3288 Seleucus، نامگذاری:1982DV) سه هزار و دویست و هشتاد و هشتمین سیارک کشف شده‌است که در ۲۸ فوریه ۱۹۸۲ کشف شد.
قدر مطلق سیارک برابر ۱۵٫۳۰ است.